# Paul Fannin
Paul Jones Fannin est un homme politique américain né le 29 janvier 1907 à Ashland (Kentucky) et mort le 13 janvier 2002 à Phoenix (Arizona). Membre du Parti républicain, il est gouverneur puis sénateur de l'Arizona.

## Biographie
Paul Fannin grandit à Phoenix, la capitale de l'Arizona. Il étudie à l'université de l'Arizona puis sort diplômé de l'université Stanford. Il travaille un temps dans l'entreprise familiale avant de fonder avec son frère une société dans le domaine de l'équipement pétrolier et gazier,.
Fannin est élu gouverneur de l'Arizona en 1958 puis réélu en 1960 et 1962. À ce poste, il collabore notamment avec les démocrates pour attirer des entreprises en Arizona, améliorer le système éducatif de l'État et les relations avec le Mexique voisin.
En 1964, il est élu au Sénat des États-Unis pour remplacer son ami Barry Goldwater, candidat malheureux à l'élection présidentielle,. Il est réélu en 1970. Républicain conservateur, Fannin est principalement connu pour son opposition aux syndicats et son travail sur les questions énergétiques. Il n'est pas candidat à un troisième mandat en 1976, invoquant les problèmes de santé de son épouse.
Après son retrait du Sénat, il retrouve un emploi dans le domaine de l'énergie et siège plusieurs années au sein du conseil du Central Arizona Water Conservation District. Il meurt en janvier 2002, un an après son épouse Elma Addington Fannin avec laquelle il a trois garçons et une fille.